# Epibryon endocarpum
Epibryon endocarpum är en svampart som beskrevs av Döbbeler 1980. Epibryon endocarpum ingår i släktet Epibryon och familjen Pseudoperisporiaceae.   Inga underarter finns listade i Catalogue of Life.